# Billingen
Der Berg Billingen ist der flächenmäßig größte der Västgötabergen (westschwedische Tafelberge). Er liegt in der historischen Provinz Västergötland im Zentrum der Region Skaraborg zwischen den Seen Vänern und Vättern. Der Berg, der sich von Norden nach Süden erstreckt, hat eine Länge von 23 Kilometern, eine Breite von 11 Kilometern und erreicht eine Höhe von 304 Metern über Meereshöhe.
Der Berg wird von einer 40 Meter dicken Diabasschicht bedeckt, was seine Abtragung während der letzten Eiszeit verhinderte. Darunter befinden sich Schichten von Tonschiefer, Kalkstein, Alaunschiefer, der uranhaltig ist, und Sandstein (von oben nach unten). 
Er ist durch ein Tal, das sich in ost-westlicher Richtung von Skövde nach Varnhem zieht, in zwei Teile geteilt. Auf dem Plateau befinden sich ausgedehnte Wälder und Moorgebiete, unter anderem das Naturschutzgebiet Blängsmossen mit einer einzigartigen Flora. 
Der Billingen ist ein beliebtes Ausflugsziel. Es gibt ein Hotel mit Restaurant, Skipiste, Langlauf-Loipen (von 2,5 bis 15 km), ein Bandy-Spielfeld. Im Sommer werden auf dem Billingen regelmäßig Orientierungsläufe veranstaltet. Die Loipen werden zum Joggen genutzt, auch befindet sich hier das Freibad von Skövde. Von verschiedenen Aussichtspunkten sind die Stadt Skövde und die Umgebung gut zu überblicken. Es gibt auch Wanderrouten, die auf befestigten Wegen, aber auch auf nicht befestigten Pfaden verlaufen.
Das Gräberfeld von Amundtorp liegt südlich von Varnhem und auf der Westseite des Billingen.